# Fire Force
Fire Force (japanisch 炎炎ノ消防隊, En’en no Shōbōtai) ist eine Manga-Serie von Atsushi Ōkubo, die von 2015 bis 2022 in Japan erschien. Sie ist in die Genres Action, Comedy, Etchi und Shōnen einzuordnen und wurde in mehrere Sprachen übersetzt. 2019, 2020 und 2025 erhielt die Serie eine Anime-Adaption.

## Inhalt
Im Tokyo des Jahres 198 des Sonnenkalenders leben die Menschen in Angst davor, dass ihre Mitmenschen plötzlich Feuer fangen könnten und sich in Flammenwesen verwandeln, die ihre Umgebung in Brand versetzen. Gegen dieses Phänomen wurden Sondereinheiten der Feuerwehr gegründet. Als neues Mitglied tritt der Jugendliche Shinra Kusakabe (森羅 日下部) der 8. Einheit bei. Er hat die Fähigkeit, seine Füße zu entflammen und sich blitzschnell zu bewegen. Gemeinsam mit den anderen Mitgliedern der Einheit kämpft er nun gegen die Flammenwesen und versucht, deren Ursache zu finden. Außerdem will er herausfinden, wie seine Familie zwölf Jahre zuvor ums Leben gekommen ist.

## Veröffentlichung
Der Manga erschien zwischen dem 23. September 2015 (Ausgabe 43/2015) und 22. Februar 2022 in Einzelkapiteln im Magazin Weekly Shōnen Magazine des Verlags Kodansha in Japan. Die Geschichte erschien auch in insgesamt 34 Sammelbänden. Der siebte Band verkaufte sich in den ersten beiden Wochen 78.000 mal.
Eine deutsche Übersetzung der Serie erschien von Januar 2017 bis September 2023 bei Tokyopop mit allen 34 Bänden. Die Übersetzung stammt von Miryll Ihrens. Kodansha USA bringt eine englische Übersetzung heraus, eine spanische Fassung erscheint bei Norma Editorial, eine italienische und eine portugiesische bei Planet Manga und eine chinesische bei Tong Li Publishing in Taiwan.

## Anime-Adaption
Unter der Regie von Yuki Yase entstand bei David Production eine zunächst 24-teilige Adaption des Mangas als Animeserie für das japanische Fernsehen. Hauptautor war Yamato Haishima, der zusammen mit Yoriko Tomita auch die Drehbücher schrieb. Das Charakterdesign stammt von Hideyuki Morioka und die künstlerische Leitung lag bei Yoshito Takamine.
Die Ausstrahlung begann am 5. Juli 2019 bei den Sendern TBS und MBS. Parallel wird der Anime per Streaming international veröffentlicht, mit deutschem Untertitel auf der Plattform Wakanim, die sie auch mit russischen und französischen Untertiteln zeigt. Plattformen wie Crunchyroll, Funimation Entertainment, Anime Digital Network und Sato Company zeigen sie in Lateinamerika und auf Englisch, Spanisch und Portugiesisch. Die Ausstrahlung der dritten Folge am 19. Juli 2019 wurde abgesagt und aufgeschoben, nachdem am Tag zuvor ein Brandanschlag auf Kyōto Animation geschah. Die erste Staffel wurde am 28. Dezember 2019 abgeschlossen. 
Eine zweite Staffel mit erneut 24 Folgen folgte vom 4. Juli bis 12. Dezember 2020. Die Regie übernahm Tatsuma Minamikawa.
Eine dritte Staffel wurde im Mai 2022 angekündigt. Der erste Teil mit zwölf Episoden lief vom 5. April bis 21. Juni 2025 im japanischen Fernsehen; der zweite Teil der dritten Staffel soll ab Januar 2026 folgen. Die Regie übernahm erneut Tatsuma Minamikawa.
Die Serie erscheint seitdem 22. Juni 2020 bei Peppermint Anime auf DVD und Blu-ray mit deutscher Synchronisation. Animax on Demand bietet seit dem 21. Mai 2020 die ersten beiden Episoden auf Deutsch an und jeweils zwei weitere folgen donnerstags.

### Synchronisation
Die deutsche Vertonung der Anime-Adaption vom Manga Fire Force fand beim Oxygen Sound Studios GmbH in Berlin statt. Die Dialogregie zur Synchronisation führten Rieke Werner (Staffeln 1 & 2), Bartosz Bludau (Staffel 2) und Wiebke Westphal (Staffel 3). Die Diaglogbücher schrieben Rieke Werner (Staffel 1), Timo R. Schouren (Staffel 1), Daniel Gärtner (Staffel 2) und Bartosz Bludau (Staffeln 2 und 3).
| Rolle           | japanischer Sprecher (Seiyū) | deutscher Sprecher |
| --------------- | ---------------------------- | ------------------ |
| Shinra Kusakabe | Gakuto Kajiwara              | Dennis Saemann     |
| Akitaru Ōbi     | Kazuya Nakai                 | Daniel Welbat      |
| Takehisa Hinawa | Kenichi Suzumura             | Florian Clyde      |
| Maki Oze        | Saeko Kamijō                 | Patrizia Carlucci  |
| Iris            | M.A.O                        | Daniela Molina     |
| Arthur Boyle    | Yūsuke Kobayashi             | Amadeus Strobl     |
| Tamaki Kotatsu  | Aoi Yūki                     | Marie Hinze        |

### Musik
Die Musik der Serie komponierte Kenichiro Suehiro. Der Vorspann der ersten Staffel ist unterlegt mit dem Lied Inferno von Mrs. Green Apple, anschließend Mayday von Coldrain feat. Ryo. Das erste Abspannlied ist veil von Keina Suda, das zweite Nо̄nai (脳内) von Lenny Code Fiction.
In der zweiten Staffel ist das Intro zunächst Spark-Again von Aimer und anschließend Torch of Liberty von Kana-Boon. Das Ending ist zuerst ID von Cider Girl, gefolgt von Desire von Pelican Fanclub.
In der dritten Staffel ist das Opening im ersten Teil Tsuyobi (強火) von Queen Bee und das Ending Urusiren (ウルサイレン) von Umeda Cypher.